# Saint-Denis (Bergen)
Saint-Denis (ook: Saint-Denis-en-Broqueroie) is een dorp in de Belgische provincie Henegouwen en een deelgemeente van de stad Bergen. Saint-Denis was een zelfstandige gemeente tot aan de gemeentelijke herindeling van 1965 toen het aangehecht werd bij Obourg dat op zijn beurt een deelgemeente zou worden van Bergen.

## Geschiedenis
Saint-Denis is bekend geworden om de Slag bij Saint Denis, een veldslag tussen de troepen van stadhouder Willem III en de Franse troepen, die werden aangevoerd door de maarschalk Luxembourg. De veldslag begon in de morgen van 14 augustus 1678.
Opmerkelijk aan deze veldslag is dat hij vier dagen ná het tekenen van de Vrede van Nijmegen gevoerd werd, en dus eigenlijk zinloos was.
Het dorp is ook bekend wegens zijn voormalige Abdij van Saint-Denis-en-Broqueroie, die werd verkocht en afgebroken in 1798.

## Bezienswaardigheden
- De Abdijmolen (Moulin de l'Abbaye) op de Obrecheuil werd in 1650 gebouwd. In de 19e eeuw werd het rad door een turbine vervangen. De inrichting is nog intact. De beschermde molen is nu een cultuurzaal.
- De Sint-Dionysiuskerk (Église Saint-Denis) stond aanvankelijk naast de abdijkerk maar werd in de 17e eeuw verplaatst naar het dorpscentrum. De toren is van 1672. De kerk bezit een 14e-eeuws gotisch doopvont.

## Natuur en landschap
Saint-Denis ligt aan de Obrecheuil die bij Obourg in de Hene uitmondt. In de omgeving liggen tal van bronnetjes  die vanaf de 14e eeuw naar Bergen werden geleid om daar de fonteinen te voeden.

## Economie
In Saint-Denis bevonden zich zandsteengroeven. In de 19e eeuw bevond zich op het terrein van de voormalige abdij een katoenspinnerij waar 400 mensen werkten..

## Demografische ontwikkeling
- Bronnen:NIS, Opm:1831 tot en met 1970=volkstellingen

## Zie ook

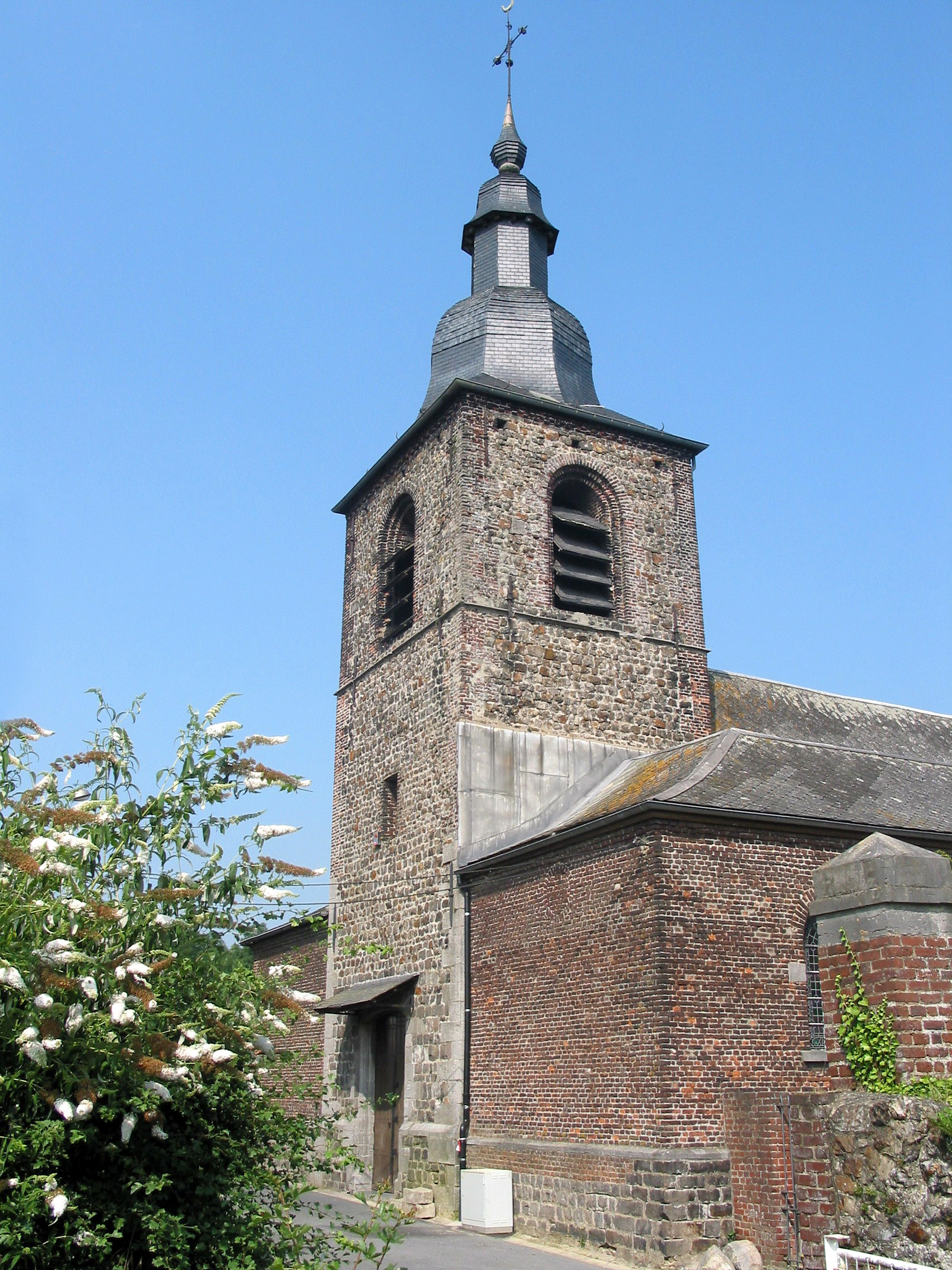
De kerk van Saint-Denis
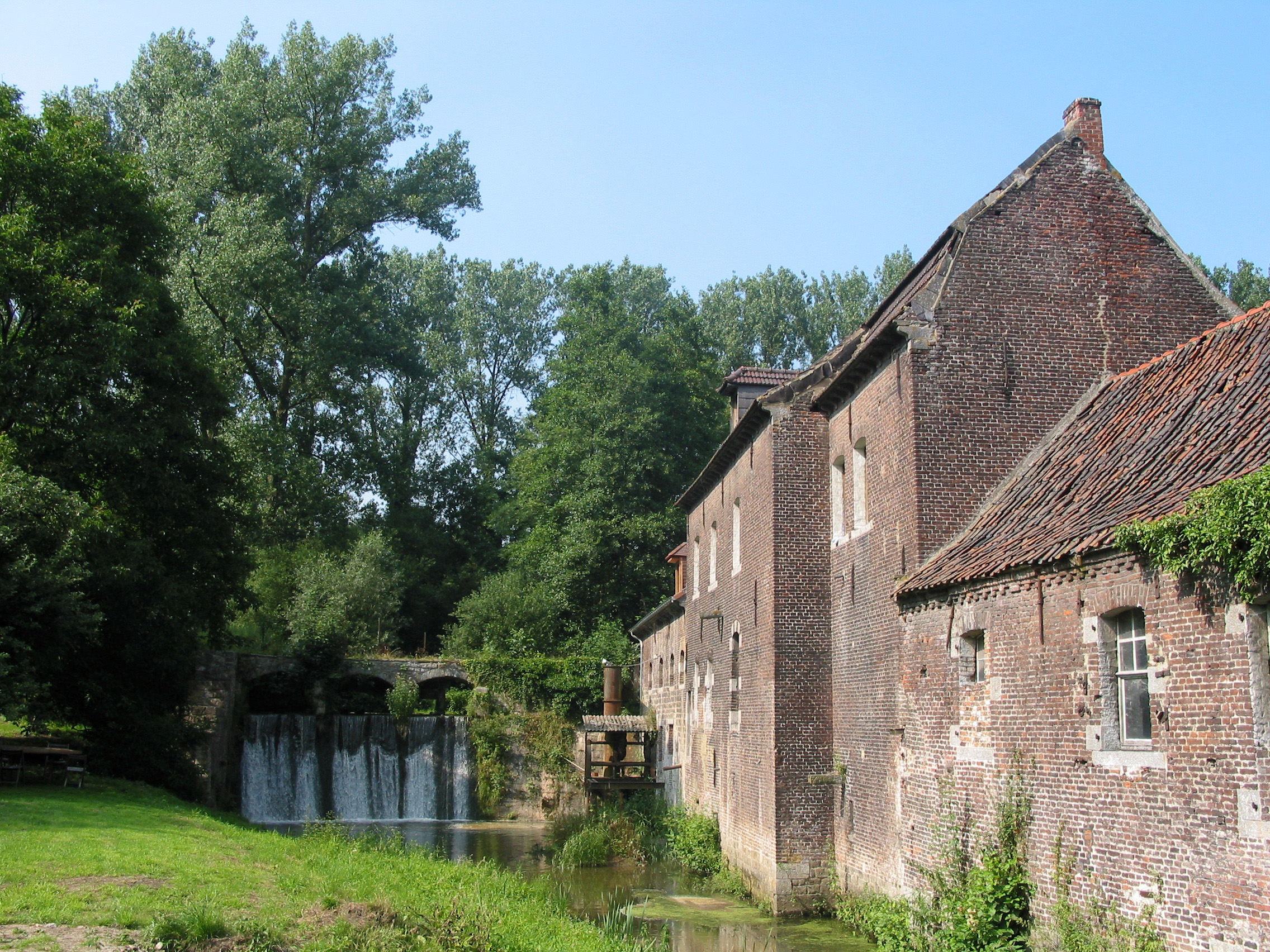
De oude watermolen (18de eeuw)
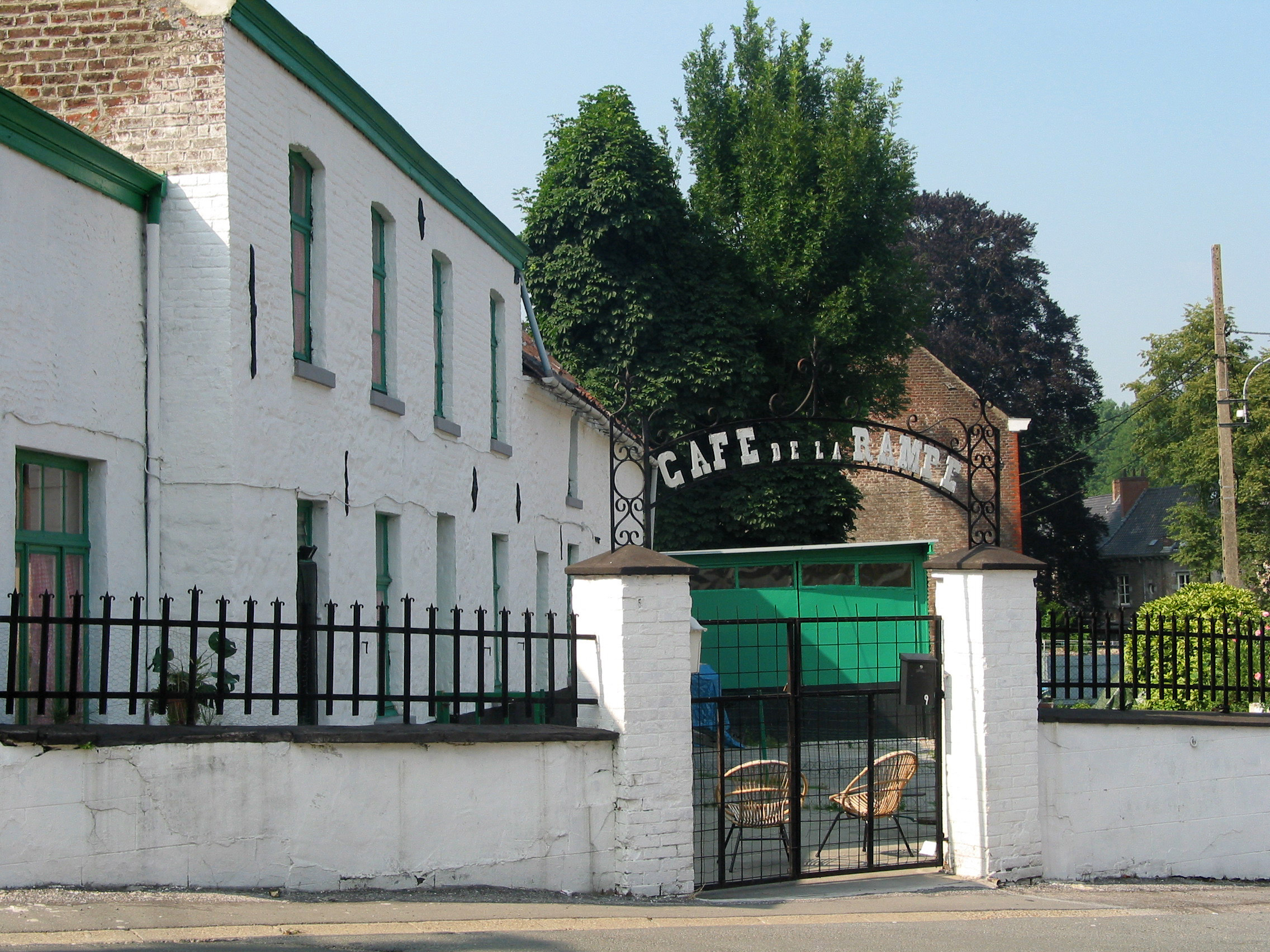
Het « Café de la Rampe »
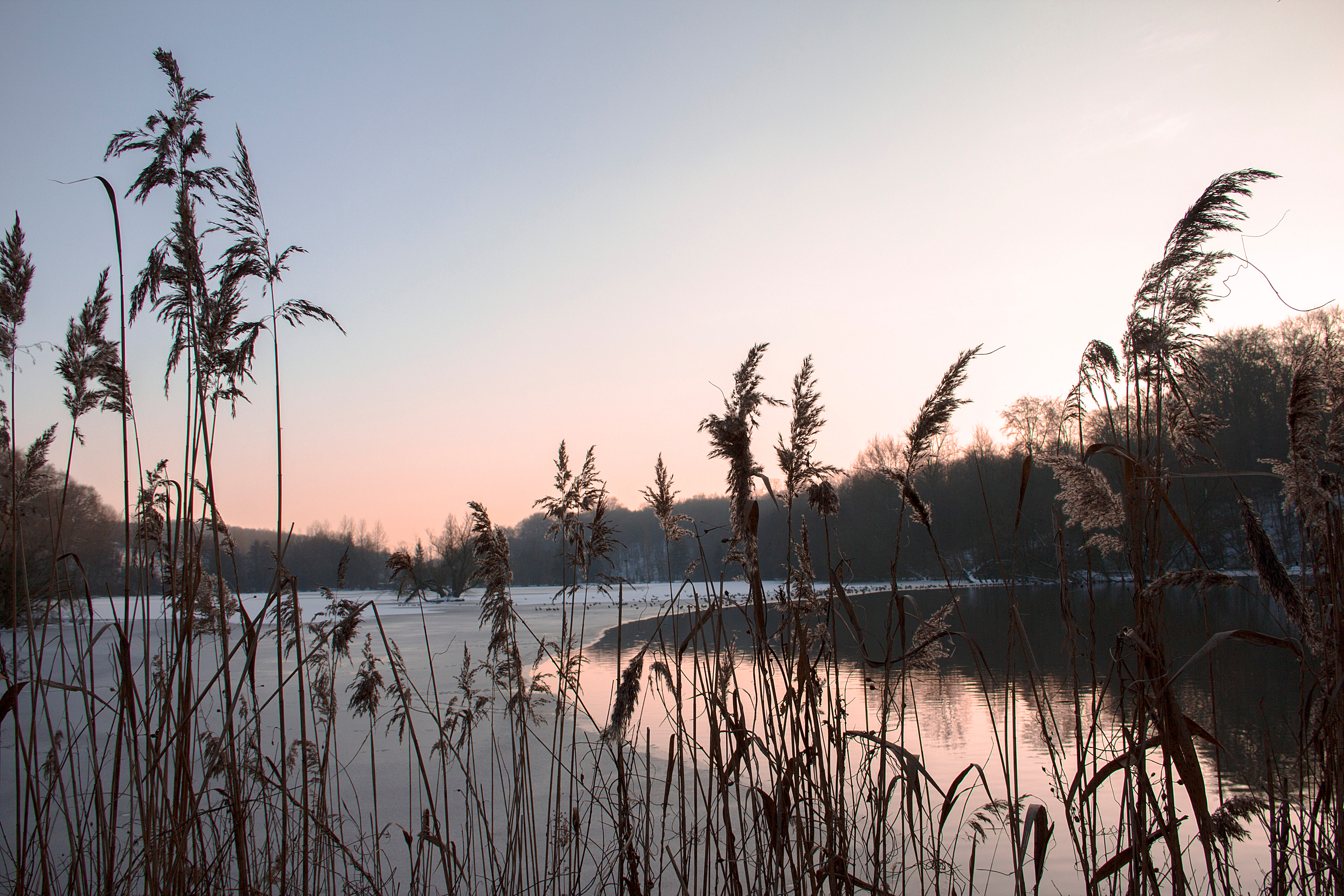
Vijver
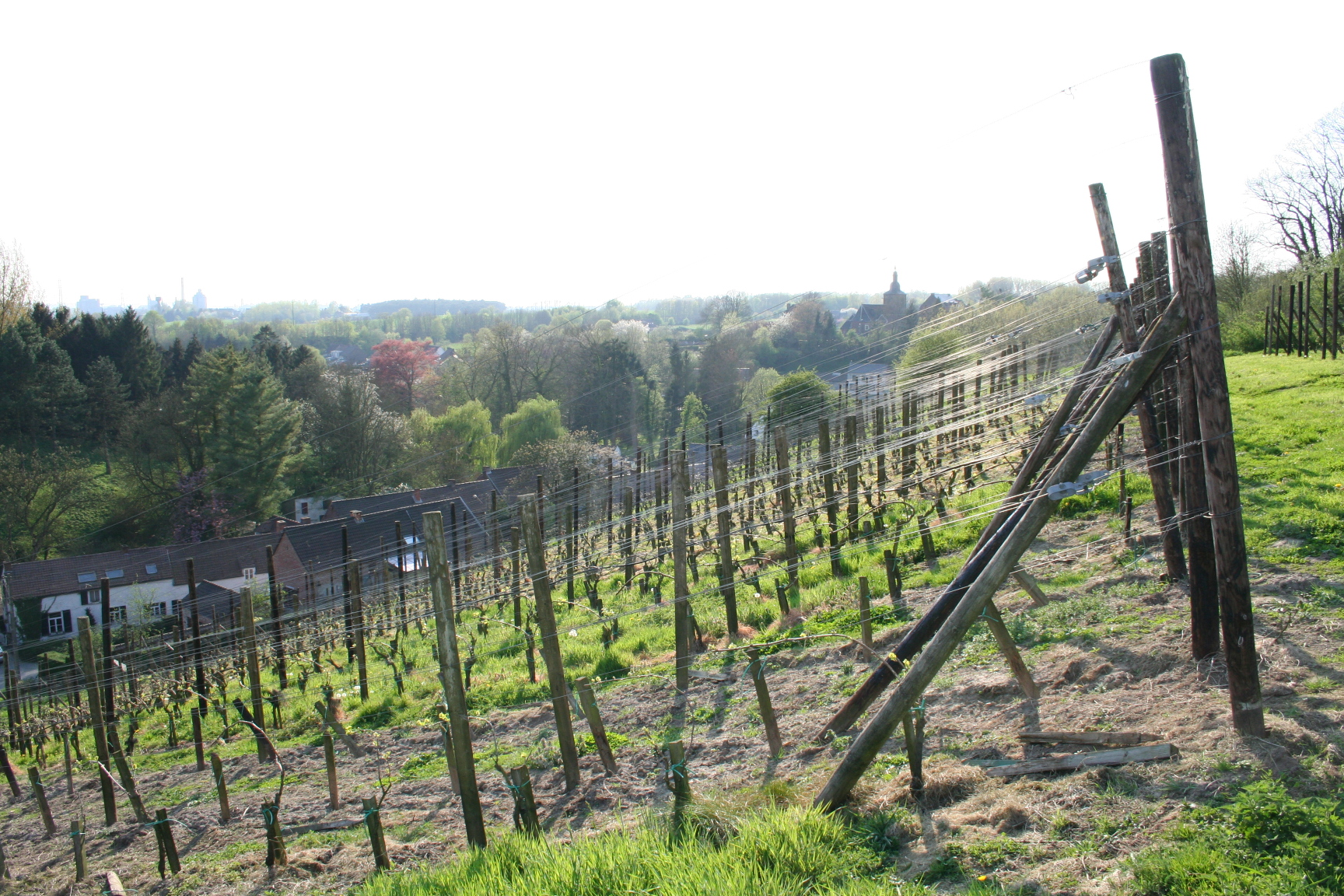
Wijnberg

## Nabijgelegen kernen
Gottignies, Obourg, Masnuy-Bruyères, Casteau, Thieusies